# Chives, Charente-Maritime
Chives là một xã trong tỉnh Charente-Maritime trong vùng Nouvelle-Aquitaine, tây nam nước Pháp. Xã Chives, Charente-Maritime nằm ở khu vực có độ cao từ 82-142 mét trên mực nước biển.